# Sandra Botha
Pour les articles homonymes, voir Botha.
Celia-Sandra Botha (née le 25 février 1945) est une femme politique d'Afrique du Sud, députée de l'État-Libre au Parlement sud-africain de 1999 à 2009, vice-président de l'Assemblée de 2004 à 2007,  chef du groupe parlementaire de l'Alliance démocratique de mai 2007 à mai 2009 et ambassadrice d'Afrique du Sud en république tchèque de juillet 2009 à 2013. 

## Biographie
Celia-Sandra Botha est née à Viljoenskroon dans une famille afrikaner de la province de l'État libre d'Orange et a fait ses études secondaires au lycée de Parys puis a poursuivi des études supérieures à New York. Elle est diplômée en économie de l'université de Stellenbosch et en sesotho de l'Université d'Afrique du Sud.
D'abord militante de la gauche libérale sud-africaine opposée à l'apartheid, Sandra Botha fut membre de la coalition nationale des femmes avant de devenir député en 1999 sous les couleurs du parti démocratique et d'être réélue en 2004 comme député de l'Alliance démocratique. 
De 2004 à 2007, elle est la seule élue de l'opposition officielle à détenir un poste cérémonial, celui de vice-présidente de l'Assemblée nationale (3e personnage de l'Assemblée au titre du protocole).
En mai 2007, elle est élue par 30 voix contre 26 voix à Tertius Delport, ancien ministre du gouvernement de Frederik de Klerk, pour succéder à Tony Leon comme chef du groupe parlementaire de l'opposition officielle. 
En 2009, après avoir annoncé qu'elle ne solliciterait le renouvellement de ses fonctions comme chef du groupe parlementaire de la DA, elle est nommée ambassadrice d'Afrique du Sud en République tchèque. 
Elle est mariée à Andries Botha, ancien chef de l'Alliance démocratique de la province de l'État-Libre. Le couple a 5 enfants.